# 赤川楓渓
赤川 楓渓（あかがわ ふうけい、生没年不詳）は、江戸時代後期の画家。名は俊章または年章、字は凉々、通称に熊太郎がある。

## 経歴・人物
播磨国安志藩士。天保年間の人で江戸に住んだ。